# Блуманн, Элиза
Элиза Блуманн (16 января 1897, Пархим, Германия — 29 января 1990, Недлендс, Западная Австралия) — художница-экспрессионистка. Училась в Королевской школе искусств в Берлине в 1917—1919 годах. Была дружна с художниками Академии художеств и Максом Либерманом в частности.
После учёбы преподавала в различных школах Германии. В 1923 году вышла замуж за Арнольда Блюмана и вместе с мужем бежала из нацистской Германии, оказавшись, в итоге, в Фримантл, Западная Австралия, 4 января 1938 года.
В течение следующего десятилетия Блуманн написала значительное количество картин, взяв в качестве предмета пейзажи Западной Австралии, свою семью и новый круг друзей. Эти работы наполнены цветами пейзажей Западной Австралии и основаны на её опыте немецкого экспрессионизма. Среди них Летняя обнаженная натура (1939), Портрет Кита Джорджа (1941), На пруду, Недландс (1942).
Куратор Художественной галереи Западной Австралии Роберт Кэмпбелл помог её основать художественную группу, через которую она продвигала модернистские идеи и взгляды на художественное образование. В 1950-х Блюманн разочаровалась в возможностях искусства в Западной Австралии и писала картины лишь время от времени. Её произведения привлекли внимание в конце 1970-х годов и наряду с модернистскими работами Гая Грейя-Смита и Ховарда Тейлора. внесли значительный вклад в австралийское искусство.